# Limay (tổng)
Tổng Limay là một tổng của Pháp, tọa lạc tại tỉnh Yvelines trong vùng Île-de-France của Pháp.
C'est un territoire très contrasté, à la fois industriel et rural.

## Phân chia hành chính
Tổng Limay được chia thành 17 xã:
- Brueil-en-Vexin: 532 dân
- Drocourt: 407 dân
- Follainville-Dennemont: 1912 dân
- Fontenay-Saint-Père: 987 dân
- Gargenville: 6611 dân
- Guernes: 827 dân
- Guitrancourt: 612 dân
- Issou, 3382 dân
- Jambville: 632 dân
- Juziers: 3370 dân
- Lainville-en-Vexin: 753 dân
- Limay: 15 709 dân
- Montalet-le-Bois: 291 dân
- Oinville-sur-Montcient: 1131 dân
- Porcheville: 2502 dân
- Sailly: 349 dân
- Saint-Martin-la-Garenne: 740 dân